# Социалистическая партия Украины
Социалисти́ческая па́ртия Украи́ны (СПУ) (укр. Соціалістична партія України) — украинская официально зарегистрированная политическая партия. В социальной и политической сфере партия в своей программе придерживается идей демократического социализма.
Основанная в 1991 году после запрета Коммунистической партии, СПУ под руководством многолетнего руководителя Александра Мороза была одной из ведущих оппозиционных сил при президентстве Леонида Кучмы и играла важную роль в протестном движении («Украина без Кучмы» и «Восстань, Украина!»). Вошла в правительственную коалицию с «Нашей Украиной» и БЮТ после Оранжевой революции 2004 года), однако после выборов 2006 года перешла в «антикризисную коалицию» с Партией регионов и КПУ. После неудачных для себя выборов 2007 года Соцпартия находилась в упадке. В марте 2022 года партия была запрещена по решению Восьмого Апелляционного Суда Львова.

## История партии
Социалистическая партия Украины была основана сразу же после запрещения на территории УССР Коммунистической партии Советского Союза в 1991 году и многими рассматривалась как её преемник. Учредительный съезд состоялся 26 октября 1991 года. По данным пресс-службы СПУ, на момент основания партия насчитывала 674 человека. Как вспоминал Сергей Аксёненко: "Тогда мы её воспринимали лишь, как легальную форму борьбы коммунистов и ничего больше. Мы считали, что социалисты, после того, как КПУ будет легализована, вольются в наши ряды. Как это предусматривалось при создании СПУ. Многие так и сделали. Мы и подумать не могли, что А.А. Мороз захочет сохранить СПУ для реализации своих честолюбивых намерений".
После создания в 1993 году Коммунистической партии Украины часть членов СПУ во главе с Адамом Мартынюком с согласия руководства СПУ перешла в Компартию.
Социалистическая партия Украины выступает против возвращения к плановой экономике и отмены частной собственности, считая этот путь тупиковым.
За период своего существования СПУ эволюционировала в левоцентристскую партию европейского типа, выступающую за демократический социализм. Партия принадлежит к умеренному левому крылу социалистического движения. В ходе становления СПУ и сдвига её идеологии в сторону социал-демократии партию покинула группа ортодоксальных социалистов во главе с Натальей Витренко, создавшей впоследствии Прогрессивную социалистическую партию Украины, и группа во главе с Иваном Чижом, склонявшаяся к компромиссу с режимом Кучмы (Всеукраинское объединение левых «Справедливость»). На конец 2006 года в партии более 300 тыс. членов.
В 2009 году партию покинули Александр Баранивский и Станислав Николаенко по причине несогласия с действиями руководства партии, в частности Александра Мороза. 4 апреля 2009 года Станислав Николаенко принял предложение Ивана Чижа возглавить левоцентристскую партию «Справедливость».
В 2004 году СПУ стала ассоциированным членом Социнтерна. 1 июня 2011 года исключена, по причине неуплаты членских взносов.
«В СПУ есть молодые, опытные, успешные люди, которые своей работой в бизнесе, местных органах власти доказали, что они способны выполнять те обещания, которые дает партия», — заявлял в 2010 году 1-й секретарь политсовета партии Николай Рудьковский.
В Минске 21 сентября 2013 года состоялась конференция политических партий Белоруссии, России, Украины и Казахстана. Участники мероприятия подписали меморандум о создании союза левых партий Таможенного союза. Россию представляла партия «Справедливая Россия», Белоруссию — Республиканская партия труда и справедливости, Казахстан — партия «Бирлик», Украину — Социалистическая партия Украины.
До июня 2013 года партию возглавлял Пётр Иванович Устенко. После него главой партии стал Николай Рудьковский. С августа 2015 года главой Социалистической партии Украины единогласно избран Николай Ильич Садовой.
Позиции партии традиционно сильны на Центральной и Южной Украине, преимущественно в сельских районах и небольших городах.
8 июля 2017 на внеочередном съезде Социалистической партии Украины председателем был избран Илья Кива.

## Участие в выборах вВерховную раду Украины
На первых парламентских выборы на Украине после обретения независимости в марте—апреле 1994 года социалисты смогли провести в Раду 14 депутатов, заняв четвёртое место среди 
В выборах в Верховную раду Украины 1998 года СПУ участвовала в составе Избирательного блока Социалистической партии Украины и Селянской партии Украины «За правду, за народ, за Украину!». Блок получил 29 мест по итогам выборов по общегосударственному округу (8,55 %) и пять мест в одномандатных округах. Всего блок получил 34 места, став третьей политической силой страны.
В парламентских выборах 2002 года СПУ приняла участие самостоятельно, набрав 6,87 %, что обеспечило партии 20 мест по партийным спискам. Ещё трёх депутатов социалисты провели по одномандатным округам.
На выборах в Верховную раду Украины 2006 года СПУ заняла 4-е место, набрав 1 444 224 голосов (5,69 %), и получила 33 из 450 мест в парламенте.
Результаты СПУ по округам:
Максимальную поддержку социалисты получили в Центральной Украине: Винницкая область (14,69 %) и в городе Мариуполь Донецкой области (18,44 %). Минимальная поддержка СПУ была зафиксирована в Луганской области (1,17 %) и Севастополе.

### Досрочные парламентские выборы 2007 года
2 апреля 2007 года президент Виктор Ющенко подписал Указ «О досрочном прекращении полномочий Верховной Рады» и назначил внеочередные выборы народных депутатов. Это решение привело к затяжному политическому кризису, в результате которого Виктор Ющенко и Виктор Янукович подписали соглашение о проведении внеочередных выборов 30 сентября 2007 года. Рейтинг СПУ благодаря имиджу Александра Мороза, как «Иуды-предателя», неуклонно падал. В результате СПУ, участвовавшая в выборах самостоятельно, получила лишь 2,86 % голосов и не смогла преодолеть 3-процентный барьер.

## Участие в выборахПрезидента Украины
Первый раз в выборах Президента Украины СПУ приняла участие в 1994 году, выдвинув своего лидера Александра Мороза. В итоге он набрал 3 466 541 голосов (13,33 %), заняв третье место. Мороз оказался единственным партийным кандидатом на этих выборах, остальные шестеро шли как самовыдвиженцы.
На президентских выборах 1999 года СПУ вновь выдвинула Александра Мороза, который как и пятью годами ранее занял третье место, получив 2 969 896 голосов (11,29 %).
В 2004 году Александр Мороз уже в третий раз принял участие в президентских выборах, вновь заняв третье место. На этот раз он сумел набрать 1 621 154 голосов (5,81 %).
В 2010 году на Президентских выборах Александр Мороз, участвовавший в них уже в четвёртый раз, провалился. Сумев получить всего 95 169 голосов (0,38 %), лидер СПУ занял всего лишь одиннадцатое место.
В 2014 году на Президентских выборах партия поддержала кандидатуру самовыдвиженца, врача и общественного деятеля Ольгу Богомолец.

## Правительственная коалиция 2006
Первые три месяца, прошедшие после парламентских выборов, ушли на создание «оранжевой» правительственной коалиции. Быстрому достижению договорённости мешали претензии Юлии Тимошенко на пост премьер-министра и Александра Мороза — на пост спикера Верховной рады. Наконец 22 июня 2006 года было официально объявлено о результатах переговоров трёх политических сил, вошедших в коалицию, и распределении между ними ключевых постов. В «Оранжевую» коалицию вошли БЮТ, Народный Союз «Наша Украина» и СПУ.
Социалистическая партия Украины получала пост первого вице-премьера (Александр Мороз), а также посты министров транспорта и связи, экологии, образования. В Верховной раде им достались посты глав трёх комитетов (ТЭКа, иностранных дел и по вопросам экономической политики).
Однако Партия регионов и Коммунистическая партия Украины, оставшиеся таким образом без руководящих постов в Верховной Раде, организовали многодневное блокирование зала заседаний, не позволяя приступить к избранию на руководящие парламентские посты до тех пор, пока их интересы не будут учтены. Участники «оранжевой» коалиции через некоторое время, под давлением президента Виктора Ющенко, оказались вынуждены пойти на переговоры с оппозицией для достижения некоего компромисса. Лишь к 6 июля 2006 года было достигнуто компромиссное соглашение, однако в ходе выдвижения кандидатур на пост председателя Рады Александр Мороз неожиданно выставил свою кандидатуру против кандидатуры Петра Порошенко и одержал победу, получив голоса фракции Партии регионов. Фракции «Нашей Украины» и Блока Юлии Тимошенко в выборах спикера участвовать отказались, обвинив Мороза в «предательстве» и развале коалиции. Часть членов фракции СПУ также не поддержали своего лидера.
7 июля 2006 года было подписано соглашение о создании новой, «антикризисной», коалиции парламентского большинства, в которую вошли Партия регионов, Социалистическая партия Украины и Коммунистическая партия Украины. Александр Мороз отозвал свою подпись под соглашением о создании «оранжевой» коалиции, которая, таким образом, прекратила своё существование, не продержавшись и двух недель. Первым же шагом нового блока стало выдвижение кандидатуры Виктора Януковича на пост премьер-министра.
Переговоры между президентом и представителями парламентских партий длились до начала августа. В конце концов президент предложил всем парламентским партиям подписать «Универсал национального единства» — документ, которым были бы закреплены принципы деятельности нового правительства. 4 августа 2006 года Виктор Янукович был утверждён в должности премьер-министра и приступил к формированию коалиционного правительства.
В правительство вошли два представителя СПУ: Николай Рудьковский, занявший пост министра транспорта и связи, и Станислав Николаенко, назначенный министром образования и науки.
9 августа 2006 Александр Мороз обвинил представителей фракции «Наша Украина» в попытке политического уничтожения СПУ. По его утверждению, «Наша Украина» участвовала в создании «оранжевой» коалиции исключительно с целью её развала, чтобы ничто не мешало формированию большинства в партнёрстве с Партией регионов после того, как БЮТ был бы выведен из политической игры, а СПУ — уничтожена политически.
По словам Александра Мороза, этот сценарий предполагалось реализовать, обвинив СПУ в необоснованных претензиях на пост председателя парламента. В таких условиях, по его мнению, подписание Соцпартией 6 июля соглашения о создании «антикризисной» коалиции в составе фракций СПУ, Партии регионов и КПУ было «полностью обусловленным».
С избранием Александра Мороза председателем парламента фракцию СПУ в Верховной Раде возглавил Василий Цушко, также занявший пост первого секретаря политсовета СПУ вместо Иосифа Винского, подавшего в отставку в знак протеста против решения Александра Мороза и обвинившего его в предательстве партийных интересов. Позднее, после назначения Василия Цушко министром внутренних дел вместо отправленного в отставку Юрия Луценко, фракцию СПУ в Раде возглавил Иван Бокий.
Представители фракции СПУ возглавили в Верховной раде 3 комитета:
- по иностранным делам (Виталий Шибко),
- по вопросам промышленной и регуляторной политики и предпринимательству (Сергей Матвиенков),
- по вопросам социальной политики и труда (Иван Бондарчук).

29 сентября 2006 состоялся XII съезд СПУ, на котором были подведены итоги её деятельности за период с 6 октября 2004 года, когда Соцпартия вошла в состав коалиции «Сила народа» и поддержала на президентских выборах Виктора Ющенко. Председателем партии в очередной раз избран Александр Мороз.

## Изменения в руководстве партии
В июле 2017 года бывший советник министра внутренних дел Украины Илья Кива был избран лидером Социалистической партии, ссылаясь на соответствующее решение съезда партии.
25 марта 2018 года Социалистическая партия Украины провела съезд, на котором было объявлено об ориентации на евро-атлантическую интеграцию Украины.
6 июля на очередном съезде Социалистической партии в связи с участием СПУ в досрочных парламентских выборах, назначенных на 21 июля 2019 года, единогласно было принято решение снять Илью Киву с занимаемой должности и назначить главой партии Сергея Чередниченко, который также является главой Полтавской областной организации СПУ. Данное решение новоизбранный глава СПУ Сергей Чередниченко объяснил следующим образом:

Мы обязаны укрепить наши позиции! Именно поэтому единогласно было решено делегировать главу нашей партии Илью Киву представлять интересы социалистов и украинцев, которые нас поддерживают, в политической силе, цель и программные положения которой совпадают с программой СПУ. Это «Оппозиционная платформа — За жизнь». Мы намерены реализовать нашу программу, но мы также готовы поддерживать и работу команды «оппозиционной платформы — За жизнь». Наряду с этим СПУ приняла решение участвовать в парламентской кампании, выдвигая своих кандидатов в мажоритарных округах.

## Разрыв отношений с белорусскими социалистами
Обновлённая Социалистическая партия своей новой концепцией декларирует девиз «Социализм будет пропитан патриотизмом». По заявлению лидера партии, его задача — восстановление первичных ячеек партии на уровне украинских регионов.
14 февраля 2018 года политсовет партии разорвал отношения с белорусскими социалистами в лице Республиканской партии труда и справедливости. Это произошло после заявлений председателя Республиканской партии труда Василия Заднепряного о признании Крыма российской территорией.

## Смена логотипа и выдвижение своего кандидата на выборах Президента Украины в 2019 году
3 ноября 2018 на очередном съезде в Киеве Социалистическая партия Украины утвердила смену логотипа и выдвинула своего кандидата на грядущие президентские выборы 2019 года. Логотип с розой на розовом фоне сменил силуэт кулака на коричневом фоне. Кулак, как объясняют сами социалисты, является символом единства и борьбы. Единым кандидатом от Социалистической партии Украины на выборах Президента Украины стал лидер партии Илья Кива.
В феврале 2019 года на основании решения политсовета СПУ Министерство юстиции зарегистрировало новую символику Социалистической партии Украины. При этом, как сообщает пресс-служба СПУ, старая символика, на которую оформлены все права, остается в собственности Соцпартии.
20 марта 2022 года президент Владимир Зеленский ввел в действие решение СНБО о приостановке деятельности ряда партий, имеющих связи со страной-агрессором, в том числе Социалистической партии Украины.